# Blohm & Voss Bv 246
Blohm & Voss Bv 246 Hagelkorn – niemiecka lotnicza bomba szybująca.
Przednią część kadłuba Bv 246A zajmowała ważąca ok. 500 kg głowica bojowa. Tył kadłuba oraz usterzenie wykonano z drewna i sklejki. Do boków części bojowej były przymocowane cementowe skrzydła. W czasie prób bomba osiągnęła zasięg ok. 50 km. 50% bomb trafiało w elipsę o wymiarach 2,5 x 3,2 km.
Bv 246B była wersją o zwiększonym zasięgu. Dzięki zwiększeniu rozpiętości skrzydeł do ponad 6 metrów zasięg wzrósł do 200 km, przy czym 75% bomb upadało w elipsie 14 x 18,5 km. Zarówno wersja A jak i B były wyposażone w  autopilota stabilizującego kierunek lotu i kąt opadania.
Bv 246E-1 miała służyć jako cel latający dla rakiet przeciwlotniczych Wasserfall i rakiet powietrze-powietrze X-4.
Bomby Bv 293F były wersjami samonaprowadzającymi się. Bv 293F-3 była wyposażona w głowice samonaprowadzającą na podczerwień (testowano głowice Netzhaut i Offen). Bv 246F-4 była wyposażona w system naprowadzania telewizyjnego Tonne, identyczny jak w Henschel Hs 293D. Testowano także wersję wyposażoną w głowicę samonaprowadzającą na źródło promieniowania radiowego Radischen.
Bomby Bv 246 nie były używane bojowo. W czasie testów były zrzucane przez samoloty bombowe Heinkel He 111 i Junkers Ju 88.